# Station Bieliny Opoczyńskie
Station Bieliny Opoczyńskie is een spoorwegstation in de Poolse plaats Bieliny.